# Unterseeboot 557
L'Unterseeboot 557 ou U-557 est un sous-marin allemand (U-Boot) de type VIIC utilisé par la Kriegsmarine pendant la Seconde Guerre mondiale.
Le sous-marin est commandé le 25 septembre 1939 à Hambourg (Blohm & Voss), sa quille posée le 6 janvier 1940, il est lancé le 22 décembre 1940 et mis en service le 13 février 1941, sous le commandement de l'Oberleutnant zur See Ottokar Arnold Paulssen.
Éperonné par erreur et par un torpilleur italien le 16 décembre 1941, il coule à l'ouest de la Crète.

## Conception
Unterseeboot type VII, l'U-557 avait un déplacement de 769 tonnes en surface et 871 tonnes en plongée. Il avait une longueur totale de 67,10 m, un maître-bau de 6,20 m, une hauteur de 9,60 m et un tirant d'eau de 4,74 m. Le sous-marin était propulsé par deux hélices de 1,23 m, deux moteurs diesel Germaniawerft M6V 40/46 de 6 cylindres en ligne de 1 400 cv à 470 tr/min, produisant un total de 2 060 à 2 350 kW en surface et de deux moteurs électriques BBC GG UB 720/8 de 375 cv à 295 tr/min, produisant un total 550 kW, en plongée. Le sous-marin avait une vitesse en surface de 17,7 nœuds (32,8 km/h) et une vitesse de 7,6 nœuds (14,1 km/h) en plongée. Immergé, il avait un rayon d'action de 80 milles marins (150 km) à 4 nœuds (7,4 km/h; 4,6 milles par heure) et pouvait atteindre une profondeur de 230 m. En surface son rayon d'action était de 8 500 milles nautiques (soit 15 700 km) à 10 nœuds (19 km/h).
L'U-557 était équipé de cinq tubes lance-torpilles de 53,3 cm (quatre montés à l'avant et un à l'arrière) qui contenait quatorze torpilles. Il était équipé d'un canon de 8,8 cm SK C/35 (220 coups) et d'un canon antiaérien de 20 mm Flak. Il pouvait transporter 26 mines TMA ou 39 mines TMB. Son équipage comprenait 4 officiers et 40 à 56 sous-mariniers.

## Historique
Il suit sa période initiale d'entraînement à la 1. Unterseebootsflottille jusqu'au 1er mai 1941, puis intègre son unité de combat dans cette même flottille jusqu'au 4 décembre 1941 et termine dans la 29. Unterseebootsflottille.
Il passe les quatre premiers mois à Königsberg, en naviguant en mer Baltique.
En mars 1941, l'U-557 perd un homme d'équipage lorsqu'il touche le fond de la mer Baltique durant un exercice.

### 1repatrouille
Sa première patrouille, du 13 mai au 10 juillet 1941, l'emmène de Kiel dans l'Atlantique Nord.
Le 22 mai, l'U-557 attaque, sans succès, le convoi HX-126.
Le 24 mai, l'U-43, l'U-46, l'U-66, l'U-93, l'U-94, l'U-111 et l'U-557 reçoivent l'ordre de former une ligne de patrouille au sud du cap Farvel, en avant du Bismarck dans l'espoir de couler quelques-uns de ses poursuivants. Le plan échoue ; le Bismarck  prend le cap de Saint-Nazaire. Ce navire emblématique est attaqué et coulé le 27 mai 1941.
Les U-Boote forment une nouvelle ligne de patrouille au sud-est du cap Farvel à la recherche de convois dans l'Atlantique Nord. Dans la soirée du 29 mai 1941, l'U-557 coule un traînard britannique du convoi HX-128.
L'U-557 est ravitaillé pendant la nuit du 1er au 2 juin 1941 par le pétrolier-ravitailleur allemand Belchen à 120 nautiques dans le sud-ouest du cap Farvel. Le Belchen est ensuite capturé et coulé par les navires de la Royal Navy engagés dans l'opération Rheinübung.
Le 3 juin, l'U-557 et quatre autres U-Boote forment le noyau du groupe West dans l'ouest de l'Atlantique Nord. À la suite de la capture de l'U-110 et, en conséquence, de prise de la machine à crypter allemande Enigma, les Alliés se trouvent en mesure de dévier les convois menacés, vers des routes dépourvues d'U-Boote ; les pertes s'amenuisent chaque jour. Le groupe de combat West ne connaît effectivement aucun succès. Le sous-marin rentra à Lorient après 59 jours en mer.

### 2epatrouille
L'U-557 quitte Lorient pour sa deuxième patrouille le 13 août 1941. Il est de retour deux jours plus tard pour une raison inconnue.
Le 20 août 1941, il quitte de nouveau la base pour l'ouest de l'Irlande.
Le 26 août 1941, l'U-141 signale le convoi OS-4, dans l'ouest de l'Irlande. Il plonge devant une menace aérienne. L'U-557 arrive sur place en soirée, attaquant le convoi durant la nuit du 26 au 27 août 1941. En trois passes, il coule quatre navires. Sept autres U-Boote rejoignent l'assaut, un seul a du succès. 
Le 28 août, l'U-557 forme, avec d'autres U-Boote, le groupe (ou meute) Bosemüller de l'ouest au sud-ouest de l'Irlande. Le groupe se dirige vers le convoi SL-84, sans parvenir à le trouver dans le mauvais temps.
Le 2 septembre 1941, l'U-83 et l'U-557 signalent le convoi OG-73. Ils s'agrègent à un autre groupe, à la recherche du même convoi, pour former un seul groupe contre l' OG-73. De nouveau, le convoi est introuvable. Après d'autres recherches de convois toutes aussi infructueuses, il rentre à Lorient le 19 septembre, après 31 jours en mer.
L'Oberleutnant zur see Herbert Werner, auteur de "Cinquante-huit secondes pour survivre", est officier de quart de cet U-Boot, d'avril à novembre 1941.

### 3epatrouille
Sa troisième patrouille, du 19 novembre au 7 décembre 1941, au départ de Lorient, le conduit en Méditerranée. Le sous-marin passe par le détroit de Gibraltar durant la nuit du 26 au 27 novembre 1941. Le 2 décembre, il coule le cargo Fjord près du cap Estepona. Et suscite une controverse : selon l'État espagnol, l'attaque avait porté atteinte à la neutralité du pays (relative, puisque celui-ci avait passé un traité secret d'assistance à l'Allemagne), ayant eu lieu dans les eaux territoriales espagnoles. L'U-557 arrive à Messine, le 7 décembre 1941.

### 4epatrouille
Sa quatrième patrouille, du 9 au 16 décembre 1941, au départ de Messine, se déroule en Méditerranée orientale. L'U-557 patrouille entre Alexandrie et Tobrouk. Dans la nuit du 15 décembre, avec l'aide du sous-marin italien Dagabur, il envoie par le fond le HMS Galatea, un croiseur britannique, à l'ouest d'Alexandrie. Le croiseur faisait partie de la Force B, de retour d'une incursion contre les convois italiens partis de Benghazi. Cette attaque provoque la mort de plus de la moitié de l'équipage britannique.

#### Naufrage
Le 16 décembre à 18 h 6, l'U-557 émet un bref signal indiquant qu'il estime son arrivée au port dans environ dix-huit heures. Le même jour à la même heure, le torpilleur italien Orione quitte le port crétois de Souda. Le commandant n'est pas informé de la présence d'un sous-marin allemand dans la région de la Crète.
Lorsque le commandant italien voit un sous-marin à 21 h 44, en direction du nord, il l'éperonne en le supposant britannique. L'U-557 coule immédiatement; le torpilleur, endommagé, rentre à la base.
La position du naufrage, donnée par le commandant est : 35° 19′ N, 23° 11′ E. L'enquête menée par la Supermarina qualifie le naufrage d'accident, jetant le doute sur sa nature : accident résultant d'une erreur de navigation ou attaque délibérée et malencontreuse.
La présence de l'U-Boot dans ces eaux n'a été connue de la marine italienne Supermarina qu'à 22 h 0, soit quinze minutes après la collision.
Les quarante-trois membres d'équipage meurent dans cet accident.

## Affectations
- 1. Unterseebootsflottille du 13 février 1941 au 1er mai 1941 (Période de formation).
- 1. Unterseebootsflottille du 1er mai 1941 au 4 décembre 1941 (Unité combattante).
- 29. Unterseebootsflottille du 5 décembre 1941 au 16 décembre 1941 (Unité combattante).

## Commandement
- Korvettenkapitän Ottokar Arnold Paulssen du 13 février 1941 au 16 décembre 1941.

## Patrouilles
|       | Commandant                      | Départ           | Départ  | Arrivée           | Arrivée | Jours     | Succès   |
| ----- | ------------------------------- | ---------------- | ------- | ----------------- | ------- | --------- | -------- |
| 1     | Oblt. Ottokar Arnold Paulssen   | 13 mai 1941      | Kiel    | 10 juillet 1941   | Lorient | 59 jours  | 7 290    |
| 2     | Oblt. Ottokar Arnold Paulssen   | 13 août 1941     | Lorient | 15 août 1941      | Lorient | 3 jours   |          |
|       | Oblt. Ottokar Arnold Paulssen   | 20 août 1941     | Lorient | 19 septembre 1941 | Lorient | 31 jours  | 20 407   |
| 3     | Kptlt. Ottokar Arnold Paulssen  | 19 novembre 1941 | Lorient | 7 décembre 1941   | Messine | 19 jours  | 4 032    |
| 4     | KrvKpt. Ottokar Arnold Paulssen | 9 décembre 1941  | Messine | 16 décembre 1941  | Coulé   | 8 jours   | 5 220    |
| Total | Total                           | Total            | Total   | Total             | Total   | 120 jours | 36 949 t |

Note : Oblt. = Oberleutnant zur See - Kptlt. = Kapitänleutnant - KrvKpt. = Korvettenkapitän

### OpérationsWolfpack
L'U-557 opéra avec les Wolfpacks (meute de loups) durant sa carrière opérationnelle.
- West (25 mai - 20 juin 1941)
- Bosemüller (28 août - 2 septembre 1941)
- Seewolf (2-15 septembre 1941)

## Navires coulés
L'U-557 coula 6 navires marchands totalisant 31 729 tonneaux et 1 navire de guerre de 5 220 tonneaux au cours des 4 patrouilles (120 jours en mer) qu'il effectua.
| Date             | Nom          | Nationalité | Tonnage | Fait  |
| ---------------- | ------------ | ----------- | ------- | ----- |
| 29 mai 1941      | Empire Storm | Royaume-Uni | 7 290   | Coulé |
| 27 août 1941     | Embassage    | Royaume-Uni | 4 954   | Coulé |
| 27 août 1941     | Saugor       | Royaume-Uni | 6 303   | Coulé |
| 27 août 1941     | Segundo      | Norvège     | 4 414   | Coulé |
| 27 août 1941     | Tremoda      | Royaume-Uni | 4 736   | Coulé |
| 2 décembre 1941  | Fjord        | Norvège     | 4 032   | Coulé |
| 15 décembre 1941 | HMS Galatea  | Royal Navy  | 5 220   | Coulé |